# Port lotniczy Invercargill
Port lotniczy Invercargill (IATA: IVC, ICAO: NZNV) – port lotniczy położony 3 km od Invercargill, na Wyspie Południowej, w Nowej Zelandii.